# Міньковська Катерина
Катерина Міньковська (1903—серпень 1945, біля Луцьку) — агентка НКВС, зусиллями якої було заарештовано багато українських патріотів.

## Біографія
Народилася на Харківщині. 1913 року сім'я переїхала до Києва, де вона з 1917 р. навчалася в українській гімназії імені Кирило-Мефодіївського Братства на Ярославовому Валу.
З 1922 року живе у місті Сквира, де 1923 року вийшла заміж за сина священника Олександра Міньковського (пом. 1979). Того ж року вони повертаються до Києва, де починають працювати вчителями у школі, і тоді ж починають працювати на радянську держбезпеку. Оскільки ще з гімназії Катерина була знайомою з відомими культурними діячами, їй було легко увійти у довіру до незадоволених радянською владою.
Першим великим успіхом її було знайомство с родичами померлого дипломата УНР Федора Матушевського, а через нього — з родичами Сергія Єфремова (серед яких був Микола Павлушков та його сестра). На цій підставі було сфабриковано «справу Спілки визволення України».
Написала багато доносів у 1930-ті роки. З 1940 року її починають готувати для роботи за кордоном.
Перебувала на Кавказі в евакуації у 1941—1943 рр.
Під час окупації німці розстріляли її сина Богдана, а чоловік її покинув. У сім'ї були також інші діти.
Після повернення до Києва продовжила співпрацю з НКВС, встановлювала контакти з підпіллям ОУН, щоб потім викрити його.
1945 року Людмила Фоя, агентка УПА, яка робила вигляд, що працювала на НКВС, під час спільної поїздки до Луцьку заманила Міньковську у пастку, влаштовану УПА. Міньковську схопили та розстріляли.